# Bavayia nehoueensis
Bavayia nehoueensis — вид геконоподібних ящірок родини диплодактилідів (Diplodactylidae). Ендемік Нової Каледонії. Описаний у 2022 році. 

## Поширення і екологія
Bavayia nehoueensis мешкають на півночі Нової Каледонії, в долині річки Неуе і на західних схилах гори Каала. Вони живуть в тропічних лісах.